# Appiano (Ponsacco)
Appiano è una località medievale situata a Nord della città di Ponsacco.

## Origine del toponimo Appiano
L’origine del toponimo di Appiano è ambigua: potrebbe, infatti, derivare dal latino ad planum (in piano) ad indicare un'area pianeggiante dal punto di vista morfologico, o da Appius, come antroponimo prediale.

## Territorio
Nel Medioevo Appiano confinava a Nord-Ovest con le aree di Duecenta e Travalda, quindi con le città di Gello e Lavaiano. Ad Est si estendeva fino al podere degli Upezzinghi, mentre a meridione l’area raggiungeva Ponsacco. 

## Pieve di San Giovanni Battista e Santa Maria
Le prime attestazioni che accertano l’esistenza della vecchia pieve di San Giovanni Battista e Santa Maria ad Appiano risalgono al 1103, da un atto livellare compiuto dal vescovo Rangerio a favore di cinque privati a cui viene assegnata la quarta parte delle decime e dei beni della pieve che si dice fondata in “Aplano”. 
La titolatura della pieve deriva dal fatto che nel contado lucchese (del quale faceva parte anche la suddetta pieve che nel 1175 fu restituita al vescovo di Lucca secondo il trattato di pace di Putignano) dal X secolo in poi tutte le pievi vennero dedicate a San Giovanni Battista. 
Nonostante la restituzione della pieve alla Diocesi lucchese da un punto di vista ecclesiastico, essa venne considerata, a detta di Federico I e dei suoi successori, sottoposta politicamente a Pisa.
Tuttavia, in molti documenti la pieve prende il nome di San Pietro; si presume che le ragioni per le quali talvolta la titolatura venisse confusa possano essere sia di natura ecclesiastica che popolare. La popolazione avrebbe potuto, infatti, preferire il nome della più antica chiesa di San Pietro.
La pieve di San Giovanni Battista e Santa Maria era dotata di una fonte battesimale trasferita dalla vecchia pieve di Duecenta-Travalda, di un cimitero e di un campanile.
La storia che lega la pieve di Appiano e la pieve Duecenta-Travalda e il motivo per il quale le competenze giurisdizionali e religiose di quest’ultima passarono alla pieve di San Giovanni Battista e Santa Maria sono sconosciuti.
Nel 1226 venne nominato rettore della pieve Berengario, figlio di Enrico degli Upezzinghi.
Durante la guerra del 1406 tra Pisa e Firenze la pieve di San Giovanni Battista e Santa Maria di Appiano fu distrutta; le macerie vennero usate per edificare la pieve di San Giovanni Evangelista di Ponsacco.
Il luogo nel quale sorgeva la pieve di San Giovanni Battista e Santa Mari] viene chiamato oggi “La Pieve”.

### Piviere di San Giovanni Battista e Santa Maria[6]

#### Chiese
- Sant’Andrea in Petriolo
- San Michele e San Lorenzo di Gello
- Santa Lucia di Posceano
- San Pietro di Appiano

Di queste chiese è sopravvissuta solo quella di Sant’Andrea di Petriolo.

#### Spedali
- Ospedale di Santa Croce d’Oltremare

L’ospedale di Santa Croce d’Oltremare sorgeva nella zona chiamata “La Magione”. 

### Oggetti sacri sopravvissuti
- Crocifisso di ebano
- Campana di Jacopo Appiano

Entrambi gli oggetti sono custoditi nella pieve di San Giovanni Evangelista di Ponsacco.

## La campana di Jacopo Appiano
Nel 1372 Jacopo Appiano, nobile notaio cittadino di Ponsacco, donò alla pieve di Appiano una campana per la costruzione del suo campanile, ordinata dal vescovo di Lucca insieme alla realizzazione di un nuovo pavimento.
Nel 1500 circa la campana venne spostata nel campanile della pieve di San Giovanni Evangelista di Ponsacco.
Nel 1920 fu sostituita e messa in esposizione nel Battistero di Ponsacco dopo che, nel 1873, a causa di un’incrinatura iniziò ad emettere un suono diverso da quello originale.
Sulla campana si trovano lo stemma di Ponsacco e un’iscrizione:
« “+ANNO DOMINI 1372 + MENTEM SANCTAM SPONTANEAM, HONOREM DEO, ET PATRIAE LIBERATIONEM + TEMPORE DOMINI + BARTHOLOMAEI PLEBANI DE APIANO ET OPERARIIS SER JACOBI NOTARII ET CANCELLARII COMUNIS PISANI +  BENCIVENNI + NANNI ET JACOBUS PISANI ME FECERUNT.” »

## La leggenda del pozzo di Appiano
La tradizione popolare vuole che accanto al campanile della pieve di San Giovanni Battista e Santa Maria di Appiano ci fosse un pozzo, e che questo pozzo fosse collegato all’Inferno. 
Un giorno, un violento terremoto scaraventò le campane nel pozzo, eccezion fatta per la campana di Jacopo Appiano. 
I cittadini, cercando le campane, si misero a svuotare il pozzo dall’acqua; l’acqua, tuttavia sembrava aumentare, perciò presero un gatto, lo legarono ad una fune e lo calarono nel pozzo per capire la sua profondità. Il fondo, però, non riuscirono a toccarlo.
Quando tirarono su la corda il gatto aveva molte bruciature anziché essere bagnato, quindi i cittadini spaventati pensarono che il pozzo comunicasse con l’Inferno.

## Chiesa di San Pietro
La chiesa di San Pietro risulta chiesa suffraganea prima della pieve di Duecenta-Travalda (nella “Cartula livelli” del 944) poi della pieve di San Giovanni Battista e Santa Maria di Appiano.

La chiesa, che sorgeva a nord di Ponsacco, non viene nominata spesso nei documenti storici, se non quando viene confusa con la pieve di San Giovanni Battista e Santa Maria.

La chiesa di San Pietro aveva una rendita di 100 lire e dalle Visite Pastorali emerge che dopo la guerra del 1406 andò distrutta anche questa chiesa.
Anche se nel 1452 il procuratore Manovello espresse la volontà di vedere la chiesa di San Pietro d’Appiano riedificata, essa venne riaperta solo nel 1605.
In seguito la chiesa fu demolita.

## Castello di Appiano
Anche per quanto riguarda il castello la documentazione pervenuta è scarsa, ma la sua esistenza è stata attestata in una zona vicina al campanile della pieve di San Giovanni Battista e Santa Maria di Appiano.
Si suppone che quello che viene chiamato “Palazzaccio”, situato nelle vicinanze della zona de “La Pieve”, potrebbe essere stato il castello di Appiano.

## Documentazione su Appiano
Altri documenti storici nei quali Appiano viene nominata sono:
- Cartula livelli, 993
- Confirmatio in potestatem, 16 ottobre 1048
- Offersionis cartula, 30 giugno 1053
- Breve recordationis, 11 marzo 1092
- Libellus extimi Lucane Dyocesis, 1260
- Rationes Decimarum, 1302
- Liber Memorialis, 1399
- Visitatio, 25 luglio 1466
- Liber Memorialis actorum Curiae Episcopatu Lucani